# Lavras
Lavras és un municipi brasiler de l'estat de Minas Gerais, que se situa a la mesorregió del Campo das Vertentes. Localitzada a 919 metres d'altitud, en latitud 21° 14' 43 sud i longitud 44° 59' 59 oest, ocupa una superfície de 566,1 km². La població censada el 2010 era de 92.171 habitants i estimada el 2012 en 94.228 habitants, però té una població flotant aproximada de 122.000 a causa de les universitats locals i la influència econòmica que té a la regió.

## Història
El arraial dos Camps de Sant'Ana dónes Lavras do Funil es va fundar a la primera meitat del segle xviii, el 1720 o 1729. Els primers habitants van ser Francisco Bueno da Fonseca, els seus fills i altres sertanistas, que buscaven or i l'obertura de nous camins fins a les Mines dues Goiases. El 1737 els exploradors van rebre del governador Martinho de Mendonça una carta de sesmaria que confirmava l'ocupació de la regió, que es despuntava en l'agricultura i pecuària.
El ràpid desenvolupament del poble va fer que la seu parroquial fos transferida de Carrancas a Lavras el 1760. El 1813 l'arraial va ser elevat a la categoria de freguesia, arran del desmembrament de Carrancas. A l'època de l'Imperi, Lavras va obtenir la seva emancipació política i administrativa i passà a condició de vila el 1831 i de ciutat el 1868. Després de la Proclamació de la República, Lavras es va consolidar com un dels més importants pols regionals de Mines Gerais.
El municipi de Lavras, després de desmembraments polítics i administratius de 1938, 1943, 1948 i del principi dels anys 1960, va anar perdent els districtes pels municipis veïns que es van crear i avui té districte únic: la seu urbana.

### Creixement poblacional
| Any  | Població |
| ---- | -------- |
| 1991 | 65.893   |
| 1996 | 72.659   |
| 2000 | 78.772   |
| 2007 | 87.421   |
| 2010 | 92.171   |
| 2012 | 94.228   |